# José Malcampo Monge

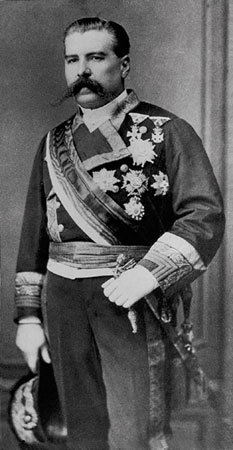

José Malcampo y Monge, Markgraf (Marqués) de San Rafael, Graf (Conde) von Joló sowie Vizegraf (Vizconde) de Mindanao (* 1828 in San Fernando (Provinz Cádiz); † 1880 in Sanlúcar de Barrameda (Provinz Cádiz)) war ein spanischer Konteradmiral, Politiker und Ministerpräsident Spaniens (Presidente del Gobierno).

## Leben

### Marineoffizier und Abgeordneter
Nach der Schulausbildung folgte eine Ausbildung zum Marineoffizier. 1856 war er als Marinekapitän Gründer der ersten Freimaurerloge auf den Philippinen (Primera Luz Filipina).
Später nahm er an der Revolution vom September 1868 (La Gloriosa) teil und war seit diesem Zeitpunkt auch politisch tätig. Am 15. Januar 1871 wurde er zum Abgeordneten des Parlaments (Congreso de los Diputados) gewählt, wo er in drei Wahlperioden bis zum 24. August 1872 nacheinander die Interessen der Wahlkreise Logroño, Badajoz und schließlich von Cádiz vertrat. Am 21. März 1871 wurde er darüber hinaus als Vertreter der Provinz Cádiz für die Legislaturperiode 1871 bis 1872 zum Senator gewählt.

### Ministerpräsident und Generalgouverneur der Philippinen
Am 5. Oktober 1871 erfolgte seine Ernennung zum Ministerpräsidenten Spaniens (Presidente del Gobierno) als Nachfolger von Manuel Ruiz Zorrilla. Als solcher übernahm er auch das Amt des Marineministers (Ministro de Marina) sowie zeitweise von Oktober bis November 1871 das des amtierenden Außenministers (Ministro de Estado).
Tatsächlich stimmte die Cortes damals mehrheitlich für Práxedes Mateo Sagasta, der allerdings die Übernahme der Regierungsbildung zu diesem Zeitpunkt ablehnte um stattdessen Vorsitzender der Partido Constitucional (Verfassungspartei) zu werden. Am 21. Dezember 1871 musste er dann jedoch zurücktreten und das Amt des Ministerpräsidenten an Sagasta übergeben, der ihn dann jedoch zum Marineminister ernannte. Als solcher gehörte er der Regierung bis zum Ende von Sagasta Amtszeit am 26. Mai 1872 an.
Am 18. Juni 1874 wurde er dann zum Generalkapitän (Capitán General) und Gouverneur der Philippinen ernannt.
Als solcher war er bis zum 28. Februar 1877 im Amt. 1875 erfolgte seine Beförderung zum Konteradmiral. Während seiner Amtszeit organisierte er die Bekämpfung der Piraterie im Sulu-Archipel. Insbesondere gelang ihm aber anders als seinen Vorgängern ein bedeutenderer Erfolg zur Entspannung der Krisensituation zwischen Christen und Moslems in den Südphilippinen. 1876 brachte er dem Sultan von Joló, Gamal ad-Din Alam, aufgrund der Überlegenheit der spanischen Dampfschiffe eine empfindliche Niederlage bei, dass dieser im Juli 1878 einen Friedensvertrag unterzeichnete, in dem sich der Sultan verpflichtete, von nun ab die christlichen Siedlungen in Ruhe zu lassen und Missionaren den Aufenthalt in Joló zuzulassen. Im Gegenzug erhielt er von der spanischen Regierung ein jährliches Gehalt und die Zusage der freien Ausübung der islamischen Religion.
Für seine Verdienste wurde er 1875 als Markgraf (Marqués) de San Rafael in den Adelsstand erhoben. Darüber hinaus wurde er posthum am 27. April 1881 zum Grafen (Conde) von Joló sowie zum Vizegrafen (Vizconde) von Mindanao ernannt.